# Jargalsaikhan Enkhbayar
Jargalsaikhan Enkhbayar (Ulán Bator, 31 de julio de 1977) es un futbolista de Mongolia que juega como arquero para el Khangarid de la liga de su país. 

## Trayectoria
Enkhbayar debutó en 1997 con el club que lo formó, el Khangarid. Ha tenido buenas temporadas, y hasta el momento, permanece en el club.

## Selección nacional
Marcó su debut con su selección el 8 de febrero de 2001 en un partido de clasificación al Mundial contra Arabia Saudita que acabó con derrota de Mongolia por 6-0. Enkbayar ingresó a los 69' en reemplazo de Purevsuren Jargalsaikhan y al minuto siguiente, encajó el sexto gol.
Estuvo como titular en la primera victoria con su selección; frente a la Selección de Guam; en un partido válido de la Primera Ronda de la Copa del Este de Asia de 2003 que finalizó a favor de Mongolia por 2-0. Dos meses después, el 25 de abril, también estuvo presente en la máxima victoria que obtuvo su selección , nuevamente contra Guam y el partido finalizó con score a favor de Mongolia por 5-0, en el marco de la Clasificación a la Copa de Asia del 2004.
Participó con su selección en las ediciones clasificatorias a la Copa Mundial del 2002 y 2006, además de otros partidos, como de la Copa del Este de Asia.

## Clubes
| Club      | País     | Año    |
| --------- | -------- | ------ |
| Khangarid | Mongolia | 1997 - |